# Kærsvinemælk
Kærsvinemælk (Sonchus palustris), ofte skrevet kær-svinemælk, er en flerårig plante i kurvblomst-familien. Det er en op til 2,5 meter høj, ugrenet urt, der i Danmark vokser i strandrørsump.

## Beskrivelse
Kærsvinemælk er en 1,5-2,5 meter høj urt med en stængel, der har gule kirtelhår. Også de lysegule kurve, der er 1,5-2,5 centimeter i diameter, har gule kirtelhår.

## Udbredelse i Danmark
I Danmark findes kærsvinemælk hist og her i strandrørsump, mens den er sjælden inde i landet. Den blomstrer i juli og august.